# Carlos Gallardo (attore)
Carlos Gallardo (Ciudad Acuña, 22 giugno 1966) è un attore, produttore cinematografico, regista e occasionalmente sceneggiatore messicano. Gallardo collabora spesso con l'amico regista Robert Rodriguez.

## Biografia e carriera
Gallardo è nato a Ciudad Acuña, Coahuila, Messico, da padre messicano e madre irlandese.
La prima notorietà per Gallardo arriva interpretando il protagonista del film El Mariachi, acclamato dalla critica e noto per essere costato 7.000 dollari. Il film vinse il Sundance Film Festival del 1993 e fece ottenere a Gallardo l'Independent Spirit Award come miglior opera prima, riconoscimento condiviso con Rodriguez. È stato anche accreditato come responsabile della produzione e degli effetti speciali per questo film.
Dopo El Mariachi, Gallardo è stato co-produttore dei due sequel del film, diretti da Robert Rodriguez, che vanno a comporre la cosiddetta Trilogia del Mariachi: Desperado e C'era una volta in Messico. In entrambi i film Antonio Banderas interpreta il ruolo del Mariachi al posto di Gallardo, anche se Gallardo ha avuto un ruolo minore in Desperado, interpretando l'amico di El Mariachi, Campa.
Gallardo ha co-scritto, prodotto e interpretato il ruolo principale del thriller d'azione indipendente del 2004, Bandido. È stato anche produttore della serie televisiva colombiana del 2004 Me amarás bajo la lluvia .
Carlos ha partecipato anche alla produzione di Robert Rodriguez intitolata Curandero, dove interpreta il ruolo principale. Curandero è stato diretto da Eduardo Rodriguez.
Nel 2007 ha interpretato il ruolo di Carlos in Planet Terror, la parte di Grindhouse di Robert Rodriguez, recitando al fianco di Michael Biehn e Tom Savini. È stata la sua prima apparizione in un film di Rodriguez dai tempi di Desperado.